# Дулуб Олег Анатолійович
Олег Анатолійович Дулуб (біл. Алег Анатольевіч Дулуб; нар. 20 вересня 1965, Калинковичі) — радянський і білоруський футболіст, який грав на позиції півзахисника. Надалі — футбольний тренер.

## Кар'єра

### Ігрова
Грав у різних білоруських клубах, а також у Росії, Латвії, Чехії, Китаї та Фінляндії.
У чемпіонаті БССР виступав за команди СКІФ (Мінськ) (1983—1987), «Трактор» (Бобруйськ) (1988), «Прип'ять» (Пінськ) (1989), «Білорусь» (Мар'їна Горка) (1990).
У чемпіонаті СРСР виступав за команди КІМ (Вітебськ) (1989) та «Гомсільмаш» (Гомель) (1991).
У чемпіонаті Білорусі виступав за клуби «Гомсільмаш» (1992), «Шахтар» (Солігорськ) (1992/93), «Молодечно» (1992/93 — 1993/94). У Вищій лізі чемпіонату Білорусі провів 64 матчі, забив 7 голів.
У чемпіонаті Росії виступав за клуб «Самотлор-XXI» (Нижньовартовськ) (1994).
У чемпіонаті Латвії виступав за клуби «Вайрогс» (1995—1996), «Дінабург» (Даугавпілс) (1997), «Резекне» (1997). Олег Дулуб став першим легіонером в історії резекненського футболу, а також першим у чемпіонатах Латвії, хто забив п'ять м'ячів в одній грі: це сталося 20 серпня 1995 року в гостьовій грі «Вайрогса» та «Сконто/Металс» (8:0), Дулуб відзначився на 48-й (з пенальті), 50-й, 66-й, 72-й і 89-й хвилинах. Також на його рахунку два хет-трики в чемпіонатах Латвії.
У чемпіонаті Китаю виступав за клуб «Далянь Ваньда» (1997), який у тому сезоні став чемпіоном країни.
У чемпіонаті Фінляндії виступав за клуби КПВ (Коккола) (1998), КПТ-85 (Кемі) (1999), ТП-47 (Торніо) (2000).
У 2001 остаточно повернувся в Білорусь, де й завершив ігрову кар'єру.

### Тренерська
Тренерську кар'єру розпочав у «Лівадії», у якій працював граючим тренером, після цього був головним тренером дублю «Даріди» та молодіжної команди «Зміни-Мінськ».
Надалі працював асистентом головного тренера в білоруських клубах «Торпедо» (Жодіно), «Мінськ», «Вітебськ», «Гомель», «Німан» (Гродно) та «Динамо» (Мінськ).
Навесні 2015 року очолив столичний клуб «Крумкачи», з яким у тому ж сезоні вперше в історії клубу вийшов до Вищої ліги Білорусі.
7 жовтня 2016 року офіційно став головним тренером львівських львівських «Карпат», підписавши контракт на 5 років.
4 вересня 2017 року офіційно став головним тренером одеського «Чорноморця». 22 грудня 2017 року залишив цю посаду.
У січні 2018 року став новим головним тренером борисовського «БАТЕ». Почав сезон з 8 перемогами поспіль, але під його керівництвом команда зазнала подвійну поразку від «Динамо-Берестя» спочатку в матчі за Суперкубок (1:2), а потім і в фіналі Кубка Білорусі (2:3). 3 червня 2018 року, на наступний день після поразки в чемпіонаті Білорусі від «Городеї» (1:2), Дулуб був звільнений з посади головного тренера. Всього під його керівництвом борисовчани провели 16 матчів, в яких здобули 11 перемог двічі зіграли внічию і тричі програли.
У березні 2019 року Дулуб був призначений головним тренером юніорської збірної Білорусі U-19, укомплектованої футболістами 2001 року народження. Угода з БФФ розрахована на один рік і передбачав участь у відбірковому турнірі до чемпіонату Європи (U-19). Там Олегові Дулубу допомагали Петро Качуро, Олександр Грановський, а також тренер воротарів Едуард Тучинський. У березні юніорська збірна провела два спаринги з литовськими однолітками. Обидва матчі завершилися перемогою підопічних Дулуба з однаковим рахунком — 2:0.
У травні спеціаліст прийняв пропозицію аутсайдера казахстанської Прем'єр-ліги «Атирау». Під його керівництвом команда стала фіналістом кубка Казахстану, проте, в чемпіонаті ситуацію покращити не вдалося. У турнірній таблиці «Атирау» залишався на передостанньому, 11-му місці і у вересні 2019 року, після п'яти поспіль поразок у чемпіонаті Казахстану, контракт фахівця з клубом був розірваний
У січні 2021 року Дулуб знову став головним тренером клубу «Крумкачи». Команда йшла на першому місці в Першій лізі, але 24 червня 2021 року контракт із клубом було розірвано.
6 вересня 2021 року Дулуб очолив ФК «Львів» з української Прем'єр-ліги, підписавши угоду за схемою 1+1. У понеділок 20 березня 2023 року Олег Дулуб і його помічник Олександр Грановський були звільнені з тренерського штабу цього клубу.
30 серпня 2023 року очолив черкаський ЛНЗ. 10 червня 2024 року черкаський клуб завершив співпрацю з тренером.